# Departement Tarija
Tarija je název bolivijského departementu. Nachází v jižní části země, sousesedí s Argentinou (provincie Jujuy a Salta), Paraguayí (departement Boquerón) a departementy Chuquisaca a Potosí. Jeho rozloha je 37 623 km² a počet obyvatel přibližně 534 tisíc. Sestává z 6 provincií, které se dále dělí na 11 municipalit. Největším městem a správním střediskem je Tarija. 
Přestože je Tarija z hlediska rozlohy relativně malá, departement zahrnuje všechny hlavní krajinné a klimatické zóny země, s výjimkou tropů. Na západě jsou Andy s úpatím Altiplana, včetně přírodní rezervace Sama, obklopené bezejmennými horskými štíty v nadmořské výšce 4500 až 4650 m. Na východě leží nížiny Gran Chaco. Mezi Gran Chacem a Andy je úrodné údolí Valle Central de Tarija s hlavním městem na východním svahu Kordiller. Na východě prochází severojižním směrem asi deset zalesněných horských pásem bolivijských hor východně od And a tvoří téměř neprostupnou závoru pro dopravu z východu na západ. Bohatá ložiska zemního plynu se těží na přechodu z hor do Gran Chaca a také v pohraniční oblasti k departementu Chuquisaca. Celý departement leží v povodí řek Pilcomayo a Bermejo. 